# النجد (ردفان)

تعديل مصدري - تعديل

النجد هي إحدى قرى عزلة الحبيلين بمديرية ردفان التابعة لمحافظة لحج، بلغ تعداد سكانها 211 نسمة حسب تعداد اليمن لعام 2004.